# ماليسكو

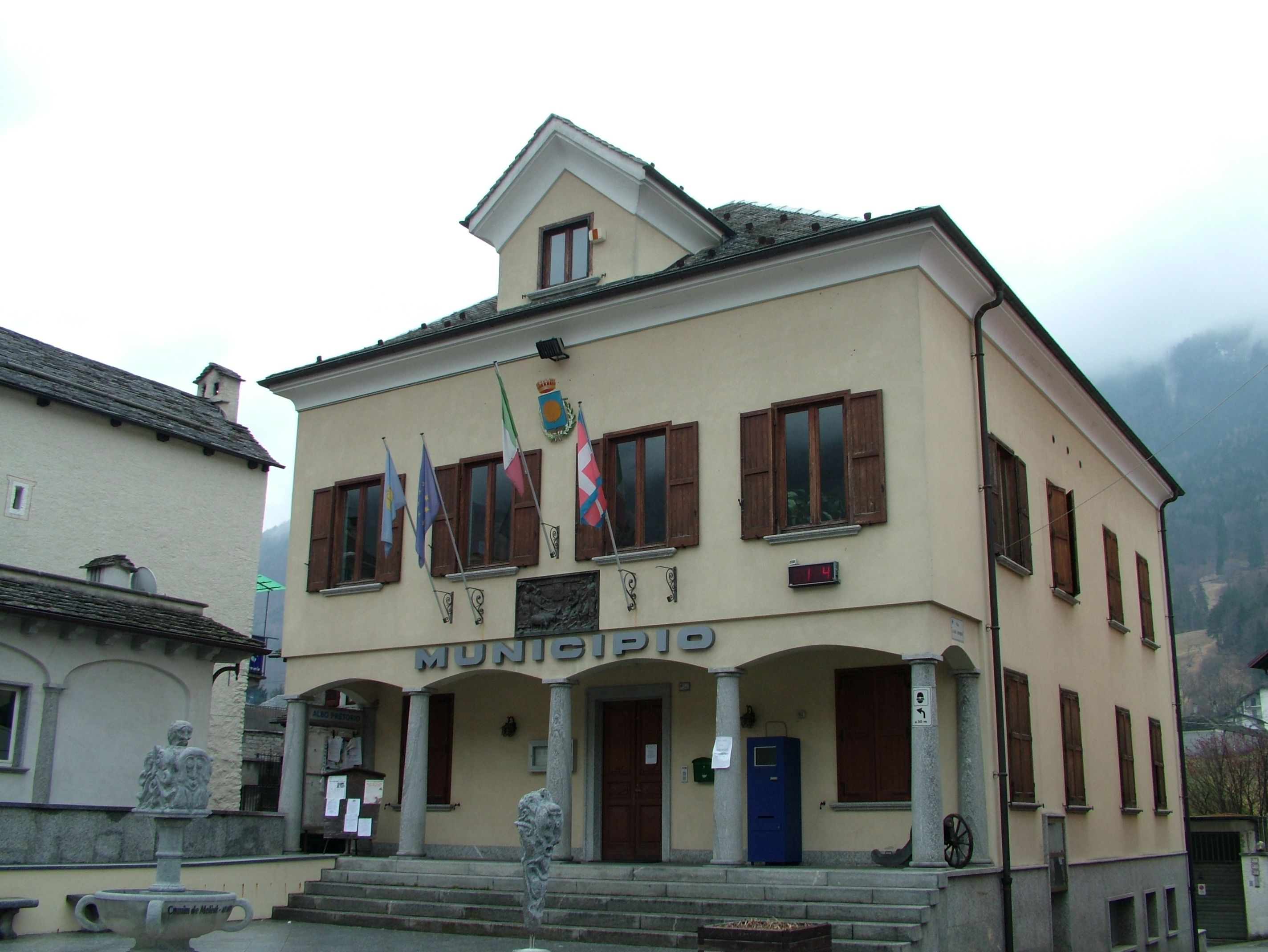
قاعة المدينة

ماليسكو هي بلدية في مقاطعة فربانو كوزيو أوسولا في منطقة بيدمونت الإيطالية ، وتقع على بعد حوالي 130 كيلومتر (81 ميل) شمال شرق تورينو وحوالي 20 كيلومتر (12 ميل) شمال فيربانيا ، عاصمة المقاطعة. اعتبارًا من 31 ديسمبر 2004 ، كان عدد سكانها 1،478 نسمة وتبلغ مساحتها 43.2 كيلومتر مربع (16.7 ميل2) . 
ماليسكو هي أكثر المجتمعات اكتظاظًا بالسكان في فال فيجيتسو ولديها محطة على خط السكك الحديدية ــ دومودوسولا التي تمتد على طول الوادي. والبلديات المجاورة لها: كوسوجنو و كرافيجيا و ري و سانت ماريا ماجوري بيدمونت وترونتانو و فالي كانوبينا و فيليت .

## روابط خارجية
- www.malesco.net/